# Clinton (Columbia Británica)
Clinton es un pueblo canadiense situado en la provincia de Columbia Británica.

## Superficie
Clinton tiene una superficie de 8,14 km².

## Demografía
En 2021, tenía 568 habitantes, una densidad poblacional de 69,7 hab./km², y 336 viviendas.